# Zeekoeien
Zeekoeien (Sirenia) zijn een orde van plantenetende, water bewonende zoogdieren. Het is een kleine groep met vier levende vertegenwoordigers en enige tientallen uitgestorven soorten. Zeekoeien zijn volledig op het waterleven aangepast en komen nooit aan land.
Zeekoeien zijn te herkennen aan hun gespleten bovenlip en behaarde, gerimpelde kop en de relatief kale huid. Zeekoeien lijken uiterlijk op grote, plompe zeerobben, maar ze zijn hier niet aan verwant. Zeekoeien worden tot de Afrotheria gerekend en zijn daarbinnen het nauwste verwant aan de olifanten. Naast de walvisachtigen en de zeeroofdieren zijn de zeekoeien de derde groep zeezoogdieren als het gaat om het aantal soorten.
Anders dan zeeroofdieren hebben ze geen geschikte ledematen om zich op het land voort te bewegen en in tegenstelling tot walvissen houden ze zich steeds in de buurt van de kust of zelfs in zoet water op. Zeekoeien zijn de enige zeezoogdieren die strikt plantenetend zijn.
De orde van Sirenia omvat twee families met levende vertegenwoordigers. Dit zijn de doejongs (familie Dugongidae) en de lamantijnen (familie Trichechidae), die tezamen vier nog levende vertegenwoordigers tellen. Een vijfde soort, de stellerzeekoe, is in 1768 door menselijk toedoen uitgestorven.

## Naamgeving
De groep werd voor het eerst wetenschappelijk beschreven door Johann Karl Wilhelm Illiger in 1811. Zeekoeien worden in andere talen ook wel aangeduid met 'sirenen', vanwege de gelijkenis met de figuren uit de Griekse mythologie. De wetenschappelijke naam Sirenia is hier van afgeleid. De naam sirenen wordt ook gebruikt voor een heel andere groep van dieren; een familie van salamanders (Sirenidae). Andere wetenschappelijke namen die voor de zeekoeien zijn gebruikt zijn Herbivorae Gray, 1821, Sirenoidea Van Beneden, 1855, Phycoceta Haeckel, 1866, Halobioidea Ameghino, 1889, Trichechiformes Hay, 1923 en Sireniformes Kinman, 1994.
De Nederlandstalige naam "zeekoeien" slaat op het vrij plompe uiterlijk en de gewoonte om planten op de bodem af te grazen. Deze naam is voor het eerst aangetroffen in Der Naturen Bloeme van Jacob van Maerlant (1287), in de vorm "zee coe". Maerlant bedoelde waarschijnlijk de doejong. Ook namen als 'meerswijn', 'Vacca marina' (letterlijk koe uit de zee) en 'Porcus marinus' (letterlijk varken uit de zee) werden in de Nederlandstalige literatuur gebruikt. De naam "zeekoe" is in de Nederlandse taal overigens ook gebruikt voor de walrus, het nijlpaard en de vis Heniochus varius. In het Afrikaans wordt het nijlpaard "seekoei" genoemd.
Volgens het Woordenboek der Nederlandsche Taal is de term mogelijk terug te voeren op de op die van een rund gelijkende kop en op de geluiden die zeekoeien maken. Ook in andere talen wordt vaak deze naam gebruikt, zoals in het Engelse 'sea-cows', het Noorse 'sjøkyr' en het Duitse 'Seekühe' (dat ook 'meerkoeien' kan betekenen).
De grootste groep met nog levende vertegenwoordigers (drie soorten) zijn de lamantijnen. Deze naam is afgeleid van de Franse naam lamatins. De lamantijnen worden ook wel manati's of manaties genoemd. De andere groep, de doejongs, dankt zijn naam aan het Maleise woord 'duyung', dat zeemeermin betekent.

## Verspreiding en habitat

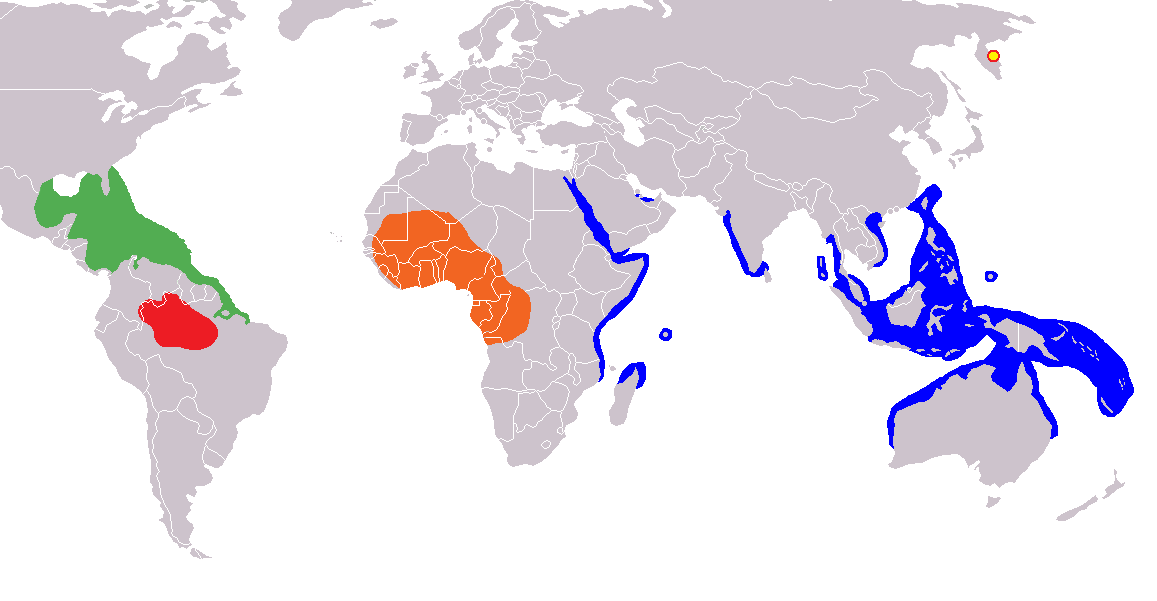
Verspreiding van de moderne zeekoeien:
Caribische lamantijn
Amazonelamantijn
West-Afrikaanse lamantijn
Doejong
Stellerzeekoe

De verspreidingsgebieden van de huidige zeekoeien overlappen niet en liggen deels op grote afstand van elkaar. Zo wordt de enige nog overlevende soort van de familie der doejongs (Dugongidae), de doejong (Dugong dugon), alleen aan de randen van de Indische Oceaan,in de Rode Zee Westelijk Afrika, Perzische Golf, zuidelijk India, grote delen van zuidelijk en westelijk Azië gevonden.
De in de 18e eeuw door de mens uitgeroeide stellerzeekoe leefde in de noordelijke Grote Oceaan. De lamantijnen (Trichechidae) leven in de Golf van Mexico, de Caraïbische Zee en voor de kust van Zuid-Amerika (Caribische lamantijn, Trichechus manatus), in het Amazonebekken van Zuid-Amerika (amazonelamantijn, Trichechus inunguis) en langs de kust en in de rivieren van West-Afrika, van Senegal tot Angola (West-Afrikaanse lamantijn, Trichechus senegalensis).
Ook veel uitgestorven soorten zijn slechts bekend van bepaalde locaties. Een uitzondering vormt Metaxytherium uit het Mioceen; de leden van dit geslacht kwamen rond de tropen wereldwijd voor. Van de soort Metaxytherium medium zijn zelfs in Nederland fossielen gevonden, terwijl Nederland relatief noordelijk gelegen is.
Alle moderne soorten leven in warme, ondiepe wateren waar hun favoriete voedselplanten groeien. De stellerzeekoe was hierop een uitzondering en kwam in kouder water voor, dicht bij de Noordpool. Vrijwel alle soorten leven in kustwateren in de zee en in riviermondingen. Zeekoeien komen zowel in zout, brak als zoet water voor. De Amazonelamantijn leeft uitsluitend in zoet water, maar de andere lamantijnen komen voornamelijk in zout water voor. De doejong is zelfs uitsluitend in zee te vinden. De huidige zeekoeien leven, net als de meeste van hun fossiele verwanten, zonder uitzondering in warme, subtropische tot tropische wateren. Van verschillende soorten is bekend dat ze leven in rivieren waar energiecentrales zijn gebouwd. De watertemperatuur is hier hoger door het lozen van koelwater.

## Lichaamskenmerken
Zeekoeien zijn relatief plompe dieren met een dik en torpedo-achtig lichaam. De verschillende soorten bereiken een lichaamslengte van 2,5 tot 4 meter en het gewicht varieert van 250 tot bijna 1600 kg. De stellerzeekoe, die in de 18e eeuw is uitgeroeid, werd zelfs tot acht meter lang en bereikte een gewicht van meer dan zes ton.
De lichaamskleur is grijs tot bruin of groenachtig. Vaak komt dit door aangroei van algen. Mannetjes zijn moeilijk van de vrouwtjes te onderscheiden. Bij een mannetje zit de geslachtsopening dicht bij de navel, bij een vrouwtje is de cloaca dicht bij de anus gepositioneerd.

### Kop

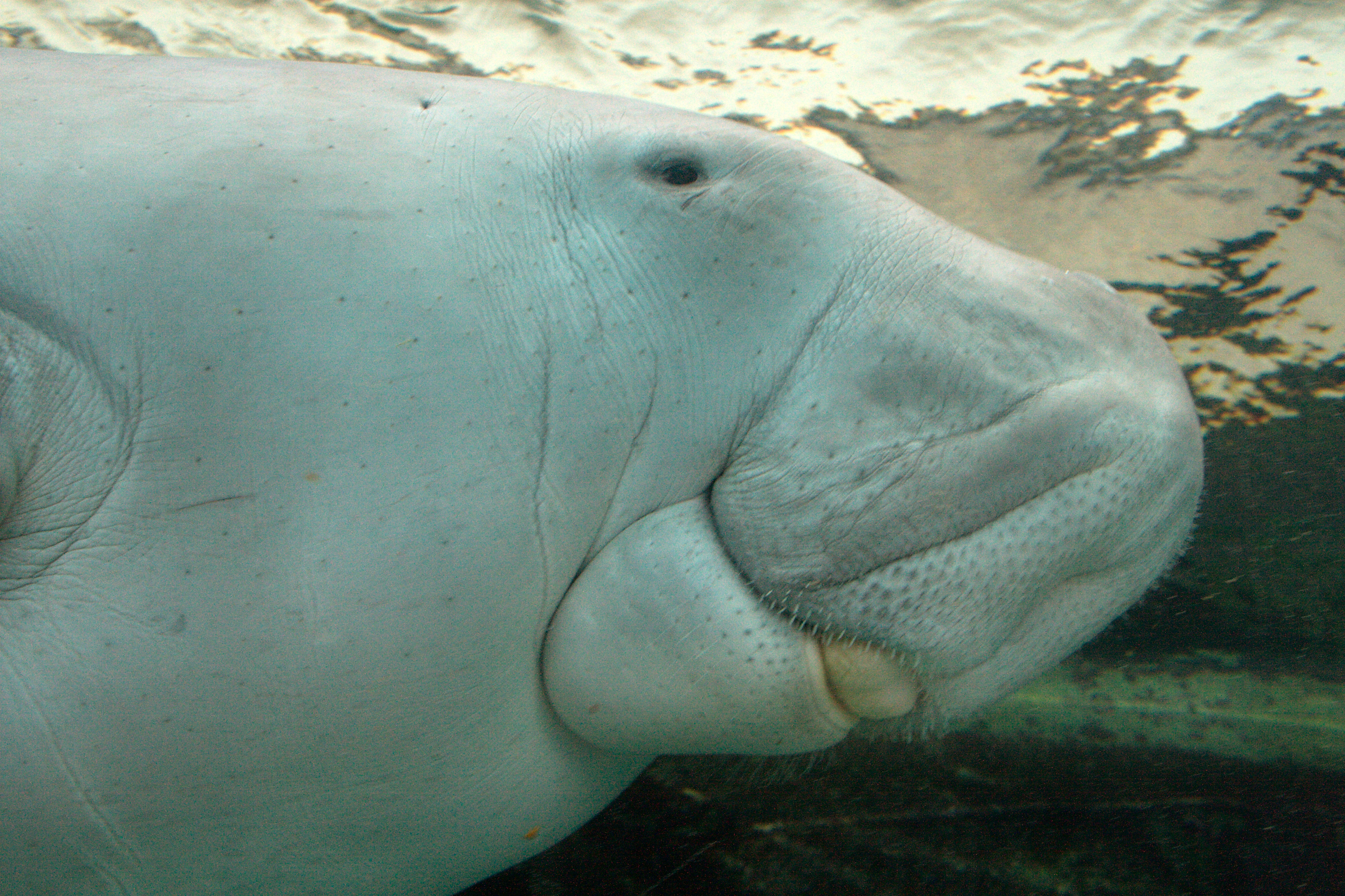
Kop van een doejong.

Vergeleken met de romp is de kop verhoudingsgewijs groot. De afgeronde kop is niet afgesnoerd van het lichaam door een nek. De kop is duidelijk naar onderen gebogen, met name bij de doejongachtigen. De snuit is relatief lang en stomp. De neusgaten, die aan de bovenkant van de snuit zijn gepositioneerd, zijn bij de doejongs in vergelijking met de lamantijnen verder naar achteren geplaatst. De neusgaten staan hoog op de kop en kunnen worden afgesloten met klepjes, wanneer het dier zich onder water bevindt. Waarschijnlijk hebben zeekoeien een slecht ontwikkeld reukvermogen.
Wat opvalt aan de kop is de verticaal gespleten bovenlip, die net als de rest van de snuit voorzien is van talrijke dikke tastharen. De twee lipdelen worden gebruikt om planten vast te grijpen bij het eten.
Het zichtveld van de ogen overlapt, waardoor de dieren diepte kunnen zien. De ogen zijn relatief klein en hebben geen oogleden. Wel is een knipvlies aanwezig, dat vaak wordt gebruikt om de ogen schoon te houden. Oorschelpen ontbreken en ook de gehooropening is nauwelijks te zien. Zeekoeien kunnen ultrasone geluiden waarnemen en deze zelf ook produceren. Ook voor de mens hoorbare geluiden kunnen worden gemaakt. Het gehoor van een zeekoe heeft een bereik van 0,6 tot 46 kilohertz, maar ze zijn het gevoeligst voor geluid met een frequentie van 6 tot 20 kilohertz.

### Huid
De huid is zeer dik en het oppervlak is vaak glad tot enigszins gerimpeld. Bij de nog levende zeekoeien, die in tropische wateren te vinden zijn, is de opperhuid relatief dun, maar de stellerzeekoe had als aanpassing aan het koude poolwater een veel dikkere opperhuid (tot 7,5 cm). Zeekoeien schuren hun huid regelmatig tegen de rotsen. Onder de opperhuid is een dikke laag vet aanwezig, ook wel blubber genoemd. Deze speklaag komt ook voor bij andere in zee levende zoogdieren en dient als bescherming tegen lagere temperaturen van het water en ook als voedselbuffer.
De vacht is beperkt tot enkele borstels bij de mondopening en afzonderlijke haren op de romp, maar embryo's hebben nog een volledig haarkleed en ook bij pasgeboren jongen zijn duidelijk meer haren aanwezig dan bij volwassen dieren. De haren hebben een functie als tastzintuig; zeekoeien tasten hiermee de omgeving af.

### Poten en staart

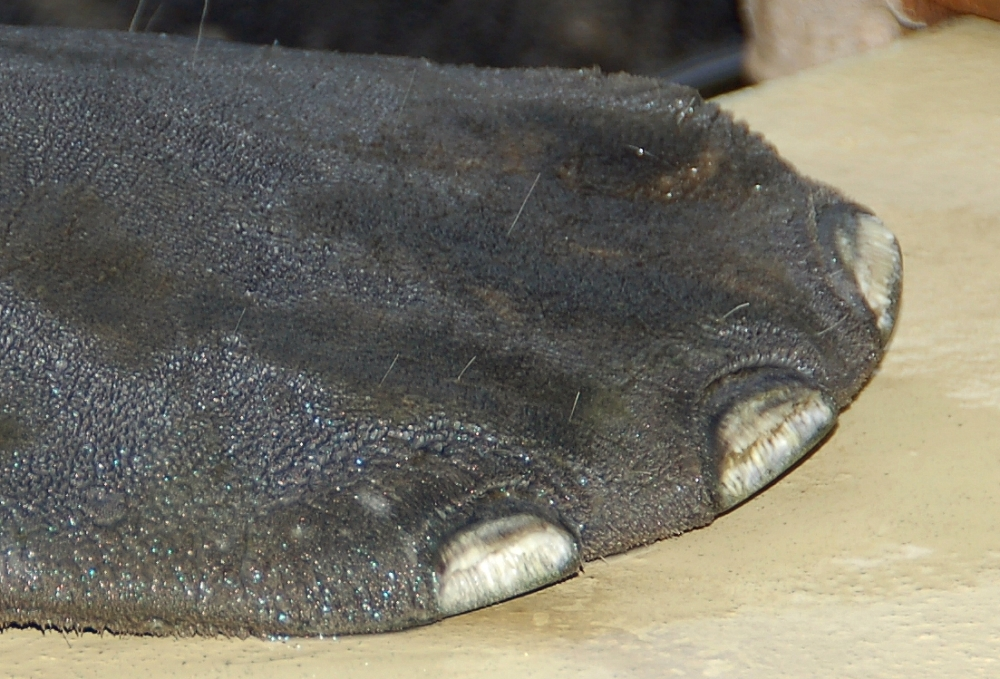
Nagels aan de vingers van de Caribische lamantijn.

De basale vormen van zeekoeien uit het Eoceen hadden nog duidelijke achterpoten en leken op viervoeters. De voorpoten zijn sindsdien in vinachtige structuren veranderd, maar kunnen nog wel worden gebruikt als handen om voorwerpen vast te houden, bijvoorbeeld om planten te plukken en het voedsel naar de mond te brengen. De jongen worden door de moeder gezoogd door ze met de voorpoten tegen de borst te drukken. De voorpoten hebben inwendig vijf duidelijk ontwikkelde vingers, slechts twee soorten hebben nog kleine nagels aan de voorpoten. De achterpoten zijn volledig gedegenereerd en zijn uitwendig niet meer te zien, al zijn in het skelet wel sporen van de gedegenereerde poten te vinden.
De voorpoten van de stellerzeekoe hadden een duidelijk kromming, dit is waarschijnlijk een aanpassing op het vergaren van voedsel. De stellerzeekoe gebruikte de poten voornamelijk om het lichaam over de bodem van de zee te verplaatsen.
De staart is, net als bij walvissen, tot een dorsolaterale (horizontale geplaatste) 'vin' omgevormd. Een huidspier, de dorsale musculus penniculus carnosus, is de belangrijkste slagspier van de staart geworden. De vorm van de staart is het duidelijkst zichtbare onderscheidingskenmerk tussen de twee nog levende families: doejongs hebben een driehoekige, enigszins gevorkte staart, de lamantijnen hebben een duidelijk afgeronde, lepelvormige staart.

### Bouw van het skelet

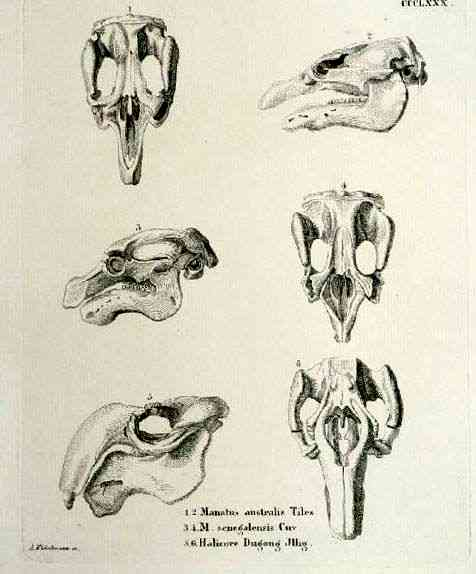
Schedels van verschillende zeekoeien (Caribische lamantijn, West-Afrikaanse lamantijn, doejong). Tekeningen door Johann Andreas Fleischmann.

Net als bij walvissen kwam het bij zeekoeien tot een sterke toename van de dikte en dichtheid van de botten, doordat de kanalen van Havers en de holtes in het beenmerg gereduceerd werden. Het skelet werd meer gebruikt als ballast om gemakkelijker onder water te kunnen blijven. Het skelet, en daarmee het gehele dier, werd daardoor zwaarder. De botten zijn echter minder flexibel en breken gemakkelijker.
De schedel bezit een sterk verlengde, door het os praemaxillare gevormde snuit (rostrum), die bij de doejong daarnaast nog naar beneden is gebogen. De jukbogen zijn zeer breed en liggen hoog op de schedel. De kauwspieren zijn massief en de wangkauwspier is groot. De neusopeningen liggen ver naar achteren op de bovenkant van de schedel. Het achterste gedeelte van de schedel, het neurocranium, dat onder andere de hersenen bevat, is naar verhouding klein. Zeekoeien hebben nooit een sagittale kam, in tegenstelling tot verwante zoogdieren.
Het gebit is bij de twee families verschillend gevormd. Bij de lamantijnen vallen de snijtanden op jonge leeftijd uit, bij de doejong ontwikkelt de eerste snijtand zich bij de mannetjes tot een korte slagtand, maar breekt bij de vrouwtjes niet door de kaak heen. De hoektanden ontbreken volledig bij alle nog levende soorten. De tandwisseling verloopt, net als bij olifanten, horizontaal, maar dit kenmerk heeft zich in beide groepen onafhankelijk ontwikkeld. Hierbij komen de valse kiezen en kiezen na elkaar uit de kaak, als de voorste kies verloren gaat wordt deze vervangen door het exemplaar erachter. Bij de oudste fossiele vertegenwoordigers van de orde is het gebit nog volledig aanwezig, zodat slechts een normale tandwisseling mogelijk was. Het voorste gedeelte van het verhemelte is bedekt met verharde platen, die de kauwplaten worden genoemd en helpen om het voedsel te vermalen. Ook de tong is verhoornd. Van de stellerzeekoe is bekend dat de volwassen dieren helemaal geen tanden bezaten, maar alleen verhoornde platen in de bek had om het voedsel te vermalen.
Het aantal wervels verschilt per soort. De lamantijnen zijn naast de hoffmannluiaard de enige zoogdieren die slechts zes halswervels hebben, maar de doejong en de stellerzeekoe hebben er zoals gebruikelijk zeven. Daarop volgen zeventien (lamantijnen en stellerzeekoe) of negentien (doejong) borstwervels en twee (lamantijnen), drie (stellerzeekoe) of vier tot vijf (doejong) lendenwervels. De rudimenten van het bekken zijn slechts door een ligament met de ruggengraat verbonden, zodat het heiligbeen uit slechts een enkele wervel bestaat. Lamantijnen hebben 22 tot 24 staartwervels, doejongs 28 tot 29.
Het bekken is gereduceerd tot een stuk van het zitbeen, dat in spierweefsel is ingebed. De achterpoten ontbreken volledig, de voorpoten zijn omgevormd tot peddelachtige vinnen. Het sleutelbeen is gereduceerd bij fossiele soorten en ontbreekt geheel bij alle moderne soorten. Het schouderblad is driehoekig bij de lamantijnen en sikkelvormig bij de doejong. De hand bestaat uit vijf benen vingerstralen, die ingebed zijn in het spierweefsel; in tegenstelling tot bij de walvissen zijn alle gewrichten beweeglijk.

### Inwendige anatomie

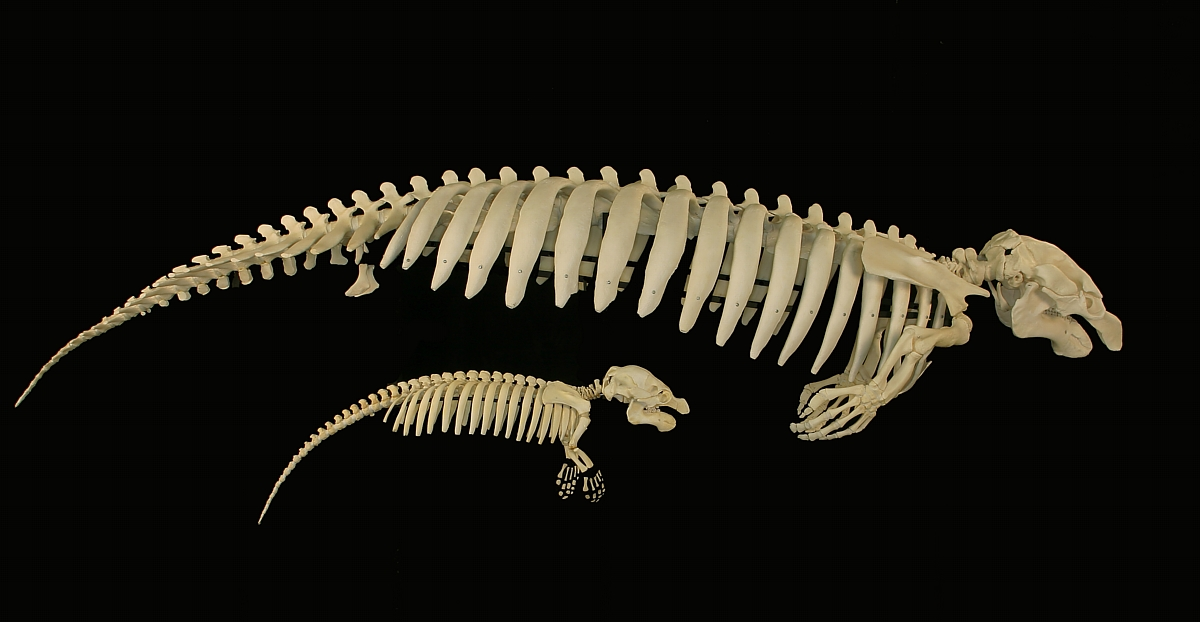
Skelet van een moeder en een kalf.

Het brein behoort met een gewicht van ongeveer 250 tot 350 gram tot de kleinste in verhouding tot de lichaamsgrootte in vergelijking met andere zoogdieren. De hersenen van zeekoeien zijn ongeveer zo groot als een softbal-bal. Daarnaast is de hersenschors veel minder geplooid dan bij vergelijkbare zoogdieren zoals koeien; het oppervlak is vrijwel glad. Dit verklaart waarschijnlijk het relatief eenvoudige gedrag en het vrij slechte zicht en gehoor van de dieren.
De longen nemen bij de zeekoeien, net als bij de meeste andere zoogdieren, alle ruimte boven het middenrif in. Dat is echter sterk horizontaal uitgestrekt en reikt tot kort voor de rudimenten van het bekken, waardoor de longen aan de rugzijde liggen. Daardoor wordt de opwaartse druk die de met lucht gevulde longen veroorzaken over het dier verdeeld, wat het mogelijk maakt om stabiel in het water te liggen en te zwemmen. Het hart ligt in de buurt van de kop tussen de longen en bezit een diepe groeve aan de voorkant, tussen de twee kamers. Daardoor heeft het hart twee punten, een synapomorfie die uitsluitend met de slurfdieren wordt gedeeld.
Het maag-darmstelsel bestaat uit een eenkamerige maag met aansluitend de twaalfvingerige darm, die een grote bocht, de ampulla duodeni, bevat. Daarop volgt de eigenlijke darm, die vele malen langer is dan de lichaamslengte. De darm van een lamantijn is ongeveer 45 meter lang. De maag en de bocht in de twaalfvingerige darm dienen vooral voor de opslag van opgenomen en gekauwde voeding; dit is vergelijkbaar met de magen van herkauwers. De eigenlijke vertering vindt in de darm plaats; met behulp van bacteriën wordt de cellulose afgebroken.
De eierstokken bevinden zich dicht bij de buikwand. De baarmoeder is tweehoornig; de beide helften worden door een scheidingswand, ook wel het septum genoemd, gescheiden. Ook de testikels liggen in de buikholte; de penis ligt onder de buikhuid in een eigen plooi. De spieren van de penis zitten vast aan het rudiment van het zitbeen.

## Levenswijze

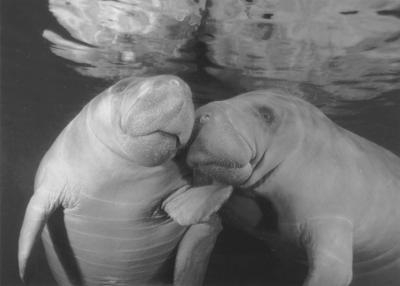
Twee Caribische lamantijnen.

Zowel over de leefwijze als over het sociale gedrag van zeekoeien is nog niet alles bekend. Ze leven alleen of soms in kleine familiegroepen; af en toe worden ook grotere groepen van honderden dieren gevormd. Er bestaan nauwelijks sociale relaties, op de moeder-kindrelatie na, die ongeveer twee jaar duurt. Zeekoeien kunnen zowel overdag als 's nachts actief zijn.
Zeekoeien bewegen zich altijd drijvend of zwemmend voort, de dieren komen regelmatig aan de oppervlakte om adem te halen. Ze kunnen tot maximaal tien meter diep duiken. Gemiddeld wordt iedere twee tot vier minuten aan de oppervlakte ademgehaald. Dit kan oplopen tot maximaal achttien minuten.
Onder water zijn de dieren voornamelijk bezig met grazen. Ze gebruiken dan de voorpoten om als het ware over te bodem te lopen. Tijdens het zwemmen bereiken de dieren een snelheid van ongeveer drie tot tien kilometer per uur. Als een zeekoe snel wegzwemt om te vluchten wordt een snelheid van maximaal 25 kilometer per uur gehaald. De voorpoten worden dan tegen de borst gedrukt om het lichaam gestroomlijnder te maken.
De verschillende soorten staan bekend als zeer langzaam. Dit wordt veroorzaakt door hun weinig voedzame dieet waaruit ze weinig energie kunnen halen. Hierdoor worden ze als erg vredelievend gezien. Zeekoeien vallen mensen en andere dieren niet aan, zelfs niet als ze bedreigd of mishandeld worden.
Zeekoeien leven uitsluitend in warmere wateren met een voorkeur voor een temperatuur tussen de 25 en 30 graden Celsius. Ze kunnen slecht tegen een te lage watertemperatuur. De minimale watertemperatuur dient 18 graden te zijn, als het kouder wordt vertrekken de zeekoeien naar warmere wateren. In koudere wateren zijn zeekoeien vatbaar voor ziektes. Van de Caribische lamantijn is bekend dat te lage watertemperaturen een van de belangrijkste doodsoorzaken is. Zeekoeien kunnen hun lichaamstemperatuur enigszins regelen door bloed naar hun ledematen te sturen waardoor ze afkoelen.
Alle soorten leiden een nomadisch bestaan, zeekoeien blijven als de omstandigheden gunstig zijn op dezelfde plaats. Als het water kouder wordt trekken ze verder en kunnen dan enkele tientallen kilometers per dag afleggen. Bij slecht weer wordt dieper water opgezocht. Aangezien zeekoeien van planten leven, die alleen voorkomen in ondiepe wateren waar zonlicht kan doordringen, leven ze meestal op een diepte van een tot drie meter.
De communicatie verloopt via geluid en drukveranderingen. Tussen moeder en kind komt het tot zogenaamde moeder-kindduetten, zodat de dieren elkaar kunnen lokaliseren. Het kalf en de moeder houden elkaar op de hoogte van hun aanwezigheid en positie door piepende en grommende geluiden. Waarschijnlijk herkennen de dieren elkaar individueel. Zeekoeien maken ook geluiden als ze bang zijn of pijn hebben en tijdens de paring.

### Voedsel

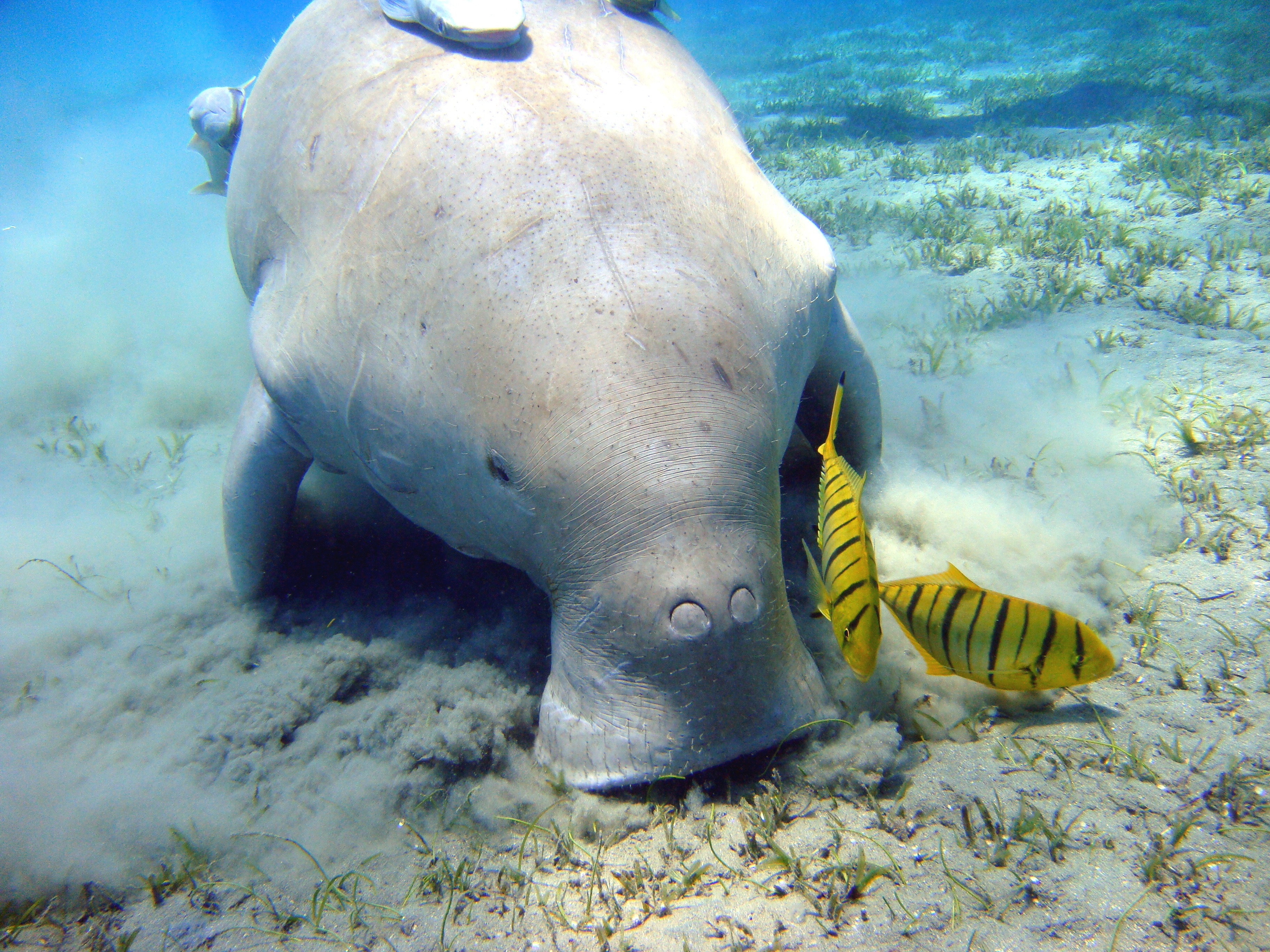
Een etende doejong.

Zeekoeien leven van plantaardig materiaal en zijn de enige herbivore zoogdieren die in zee leven. Het voedsel bestaat uit zeegras, algen en andere waterplanten zoals waterhyacinten en planten op graseilanden, drijvende vruchten en bladeren van overhangende takken. In totaal zijn zestig soorten planten bekend die als voedsel dienen. Omdat het voedsel weinig voedingstoffen bevat moeten zeekoeien dagelijks ongeveer 8 tot 15% van het lichaamsgewicht aan planten eten.
Lamantijnen hebben dagelijks zo'n negentig kilo aan voedsel nodig en zijn dagelijks gemiddeld zes tot acht uur lang met eten bezig. Er wordt zowel overdag als 's nachts op geringe diepte gegeten. De amazonelamantijn leeft in gebieden waar soms weinig voedsel te vinden is. Deze soort moet daarom regelmatig vasten en kan meer dan een half jaar zonder voedsel. Van de amazonelamantijn is bekend dat ook vaatplanten en vruchten van palmen worden gegeten. De West-Afrikaanse lamantijn eet naast grassen ook bladeren en vruchten van mangroven.
De doejong eet voornamelijk zeegrassen die op een diepte tot vijf meter op de bodem van de zee groeien. Vooral de wortels van de plant zijn geliefd en worden opgegraven. Het is hierdoor gemakkelijk vast te stellen of doejongs een bepaald gebied hebben bezocht, omdat het onderwaterlandschap volledig is omgeploegd.
Uitgestorven soorten waren gespecialiseerd in het eten van bepaalde planten of delen daarvan. Dusierion bijvoorbeeld had twee uitstekende slagtanden die gebruikt werden om plantenwortels om te woelen en op te eten. De uitgestorven stellerzeekoe at voornamelijk zeewier in kelpwouden.
Het is onduidelijk in welke mate ze ook dierlijk voedsel tot zich nemen. Door het eten van planten in een dierenrijke omgeving eten ze ook onbedoeld kleine ongewervelden op, zoals slakken of kleine kreeftachtigen, die de zeekoeien van eiwit voorzien. Er zijn waarnemingen van zeekoeien die in gevangenschap enthousiast vissen eten. Bij Jamaica zijn Caribische lamantijnen gezien die vissen uit netten haalden en opaten. De uitgestorven Miosiren at mogelijk weekdieren.

### Vijanden
Behalve de mens hebben zeekoeien slechts weinig natuurlijke vijanden. Op zee vallen grotere haaien en de orka weleens zeekoeien aan. In rivieren zijn krokodillen en in Zuid-Amerika de jaguar de belangrijkste predatoren. Vooral de jongen zijn kwetsbaar voor vijanden. Meestal zal de moeder samen met het jong wegvluchten, maar de moeder kan als het jong in gevaar is ook een kopstoot uitdelen. Van de stellerzeekoe is beschreven dat ook de mannetjes het kalf verdedigden en zelfs boten aanvielen als het jong werd bedreigd.

### Voortplanting en ontwikkeling

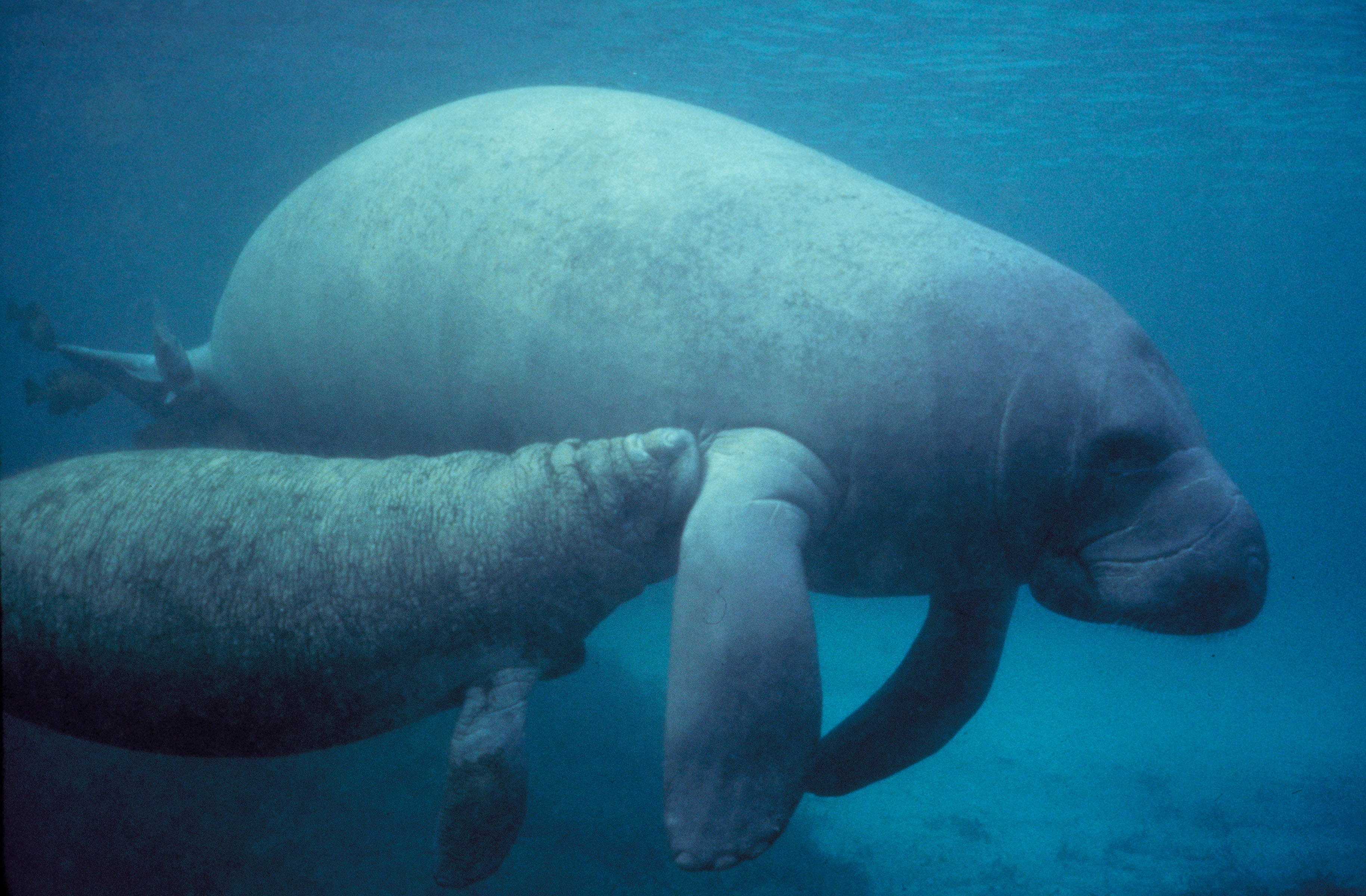
Caribische lamantijn met kalf

Zeekoeien hebben geen seizoensgebonden paartijd of specifiek paargedrag. Ze kunnen zich het gehele jaar door voortplanten. De vrouwtjes worden echter niet ieder jaar zwanger, maar produceren eens in de 2,5 tot zeven jaar een jong. De jongen blijven soms jarenlang bij de moeder en als er voedselschaarste is zal het vrouwtje niet paren. Als het jong verloren gaat wordt een vrouwtje sneller zwanger.
Het vrouwtje heeft meerdere keren per jaar een eisprong. Een vruchtbaar vrouwtje wordt vaak door een groep mannetjes gevolgd, waarbij ze probeert aan de mannetjes te ontsnappen door weg te zwemmen. Vermoedelijk dient dit om de sterkste mannetjes te selecteren als partner. Zeekoeien zijn polygaam en blijven niet bij elkaar, al zijn hierop wel uitzonderingen. Van een populatie doejongs uit Shark Bay, Australië is bekend dat mannetjes een eigen territorium hebben dat ze fel verdedigen. Ze gaan niet achter de vrouwtjes aan, maar wachten tot deze zich aandienen. Ook de stellerzeekoe was waarschijnlijk een uitzondering, deze soort leefde in strikte familiegroepen. Er is zelfs waargenomen dat een dier enkele dagen bij het karkas van de dode partner bleef.
Het vrouwtje paart in het water met meerdere mannetjes, waarbij meestal geen strijd optreedt tussen rivalen. Mannetjes van doejongs zijn wel agressief tegen elkaar, wat valt af te leiden uit de vele littekens die ze dragen als gevolg van gevechten met soortgenoten. Voorafgaand aan de paring pakken ze elkaar vast met de voorpoten als een soort voorspel. Tijdens de paring zwemmen de dieren met hun buiken tegen elkaar.
De zygote bedt zich midden in de baarmoeder in. De voeding van het embryo en later van de foetus geschiedt via een placenta zonaria (gordelplacenta). In minder dan twee procent van alle zwangerschappen wordt een tweeling geboren. Het jong van een zeekoe wordt kalf genoemd.
Het kalf wordt na een draagtijd van twaalf tot veertien maanden in het water geboren. Het heeft nog hulp nodig om naar de oppervlakte te geraken voor de eerste ademhaling, maar kan al direct zwemmen. Het kalf weegt dan 10 tot 30 kg. Tijdens de volgende achttien maanden wordt het jong gezoogd, waarna het nog enkele maanden bij de moeder blijft. Soms kan een jong tot vier jaar gezoogd worden, dit is de reden dat de vrouwtjes een interval van enkele jaren hebben tussen de opeenvolgende zwangerschappen. Na drie tot tien jaar wordt het dier geslachtsrijp. Lamantijnen worden tot ongeveer veertig jaar oud, doejongs kunnen een leeftijd van zestig jaar bereiken.

## Evolutie

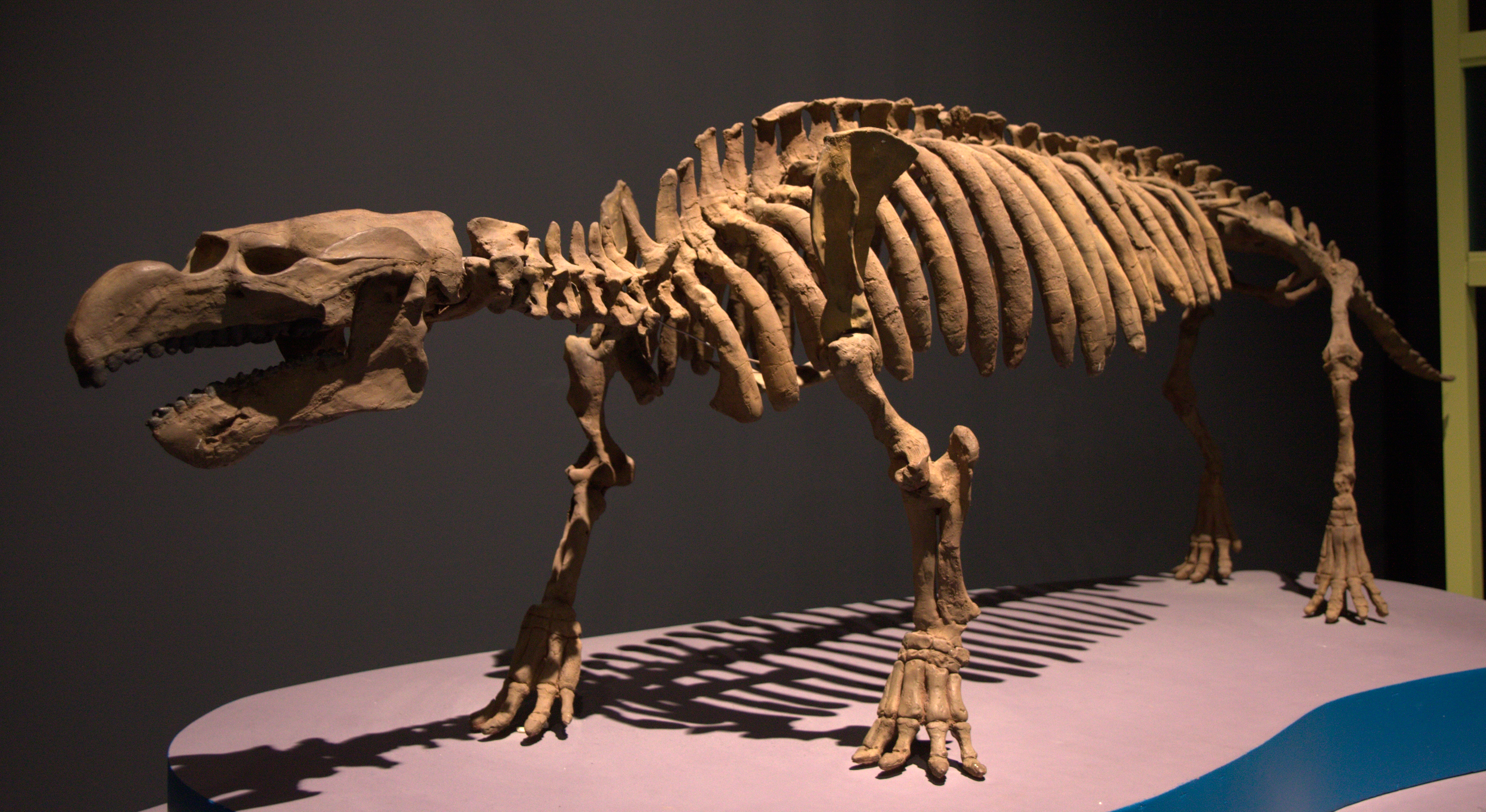
Pezosiren had vier volledig ontwikkelde poten.

De oudste fossiele zeekoeien stammen uit het vroege Eoceen, zo'n 50 miljoen jaar geleden. Deze oervormen hadden nog volledig ontwikkelde voor- en achterpoten. Prosiren bijvoorbeeld had een otterachtige bouw en Pezosiren had een nijlpaard-achtig lichaam. Zeekoeien waren oorspronkelijk viervoetige, hoeven dragende landbewoners die van planten langs de waterkant aten en hebben zich in de loop der tijd aangepast op het eten van planten die onderwater groeien. De oudst bekende zeekoeien aten waarschijnlijk de voedselrijke rizomen van planten.
De doejongachtigen zijn al bekend uit het vroege Eoceen, de lamantijnen ontstonden later en zijn bekend sinds het Mioceen, ongeveer 15 miljoen jaar geleden. De oudste vondsten omvatten een wervel van een doejongachtige uit India, ribben van een ongeïdentificeerde zeekoe uit Hongarije en grotere vondsten uit Jamaica, die tot de uitgestorven familie Prorastomidae worden gerekend. De Prorastomidae waren viervoetige planteneters die zich nog goed op het land konden redden, maar waarschijnlijk al hoofdzakelijk in het water leefden.
Uit het latere Eoceen is ook het geslacht Protosiren bekend, dat wijdverspreid was over Europa, Egypte, Zuid-Azië en oostelijk Noord-Amerika en samen met twee nog onbeschreven geslachten uit het Eoceen van Florida de Protosirenidae vormt, de tweede uitgestorven familie van de zeekoeien. Deze dieren hadden gereduceerde, maar waarschijnlijk nog functionele achterpoten. Vanaf het Eoceen ontwikkelden de Dugongidae, die nog slechts rudimentaire achterpoten hebben, een grote diversiteit; van deze familie zijn tientallen fossiele soorten bekend. De andere nog levende familie, de Trichechidae, komt mogelijk voor het eerst voor in het Laat-Oligoceen van Europa, maar de oudste vondsten die met zekerheid tot die familie zijn te rekenen komen uit het Midden-Mioceen van Zuid-Amerika; deze familie heeft zich mogelijk uit de Dugongidae ontwikkeld.
Uit het Mioceen en Plioceen zijn vele fossiele zeekoeien uit allerlei gebieden bekend, maar na het Plioceen verdween het grootste deel van deze diversiteit, vermoedelijk door de klimaatveranderingen van het Pleistoceen.

## Zeekoeien en de mens

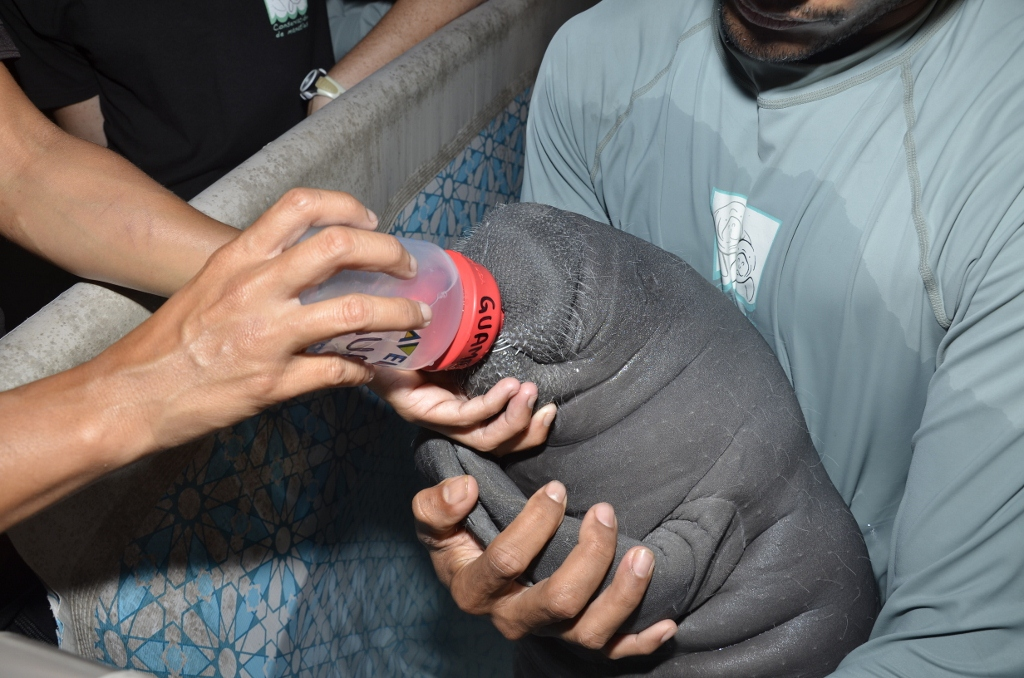
Een jonge zeekoe wordt met de fles gevoerd.

Zeekoeien zijn niet sterk bedreigd, maar ze komen minder algemeen voor dan enkele tientallen jaren geleden. De internationale natuurbeschermingsorganisatie IUCN beschouwt alle vier nog bestaande soorten als kwetsbaar (VU).
Zeekoeien worden bejaagd om hun vlees, hun huid en de olie die uit het vet wordt gewonnen. Dit is al gedocumenteerd bij de indianen van de kust van Noord- en Midden-Amerika. Ze gebruiken het vlees als voedsel en de huid en andere delen van het lichaam voor andere doeleinden. Het vlees van de zeekoeien staat bekend als zeer smaakvol. Ook het vlees van de stellerzeekoe werd als kwalitatief uitstekend beschouwd.
William Dampier beschreef in 1681 de Caribische lamantijn uit de Golf van Mexico en de rivieren van Panama. Hij behandelde ook de jacht op het dier door de Miskito en het gebruik van het vlees als voedsel en van de huid voor roeiriemen en zwepen. Er is echter nergens overmatige jacht bekend; de jacht gebeurde naargelang de behoefte. Ook de doejong wordt bejaagd en in delen van haar verspreidingsgebied, bijvoorbeeld bij de Filipijnen, is dit dier uitgeroeid.
Van de vijf soorten die recentelijk bekend zijn, is er één uitgestorven door toedoen van de mens. De stellerzeekoe werd in 1741 ontdekt en zowel het vet (blubber) als het vlees van het dier werd beschreven als erg smakelijk. Het leidde ertoe dat de stellerzeekoe op grote schaal intensief bejaagd werd. De laatste dieren verdwenen in 1768, slechts 27 jaar na hun ontdekking door Georg Wilhelm Steller.
De grootste bedreiging wordt tegenwoordig niet meer gevormd door de jacht, maar, vooral voor de Caribische lamantijn, door sportboten, die de dieren met hun schroeven zware verwondingen kunnen toebrengen. Zeekoeien drijven vaak aan het oppervlak en kunnen de geluiden die door boten worden voortgebracht niet goed horen. Ook de richting waaruit het geluid komt kan niet worden bepaald. Vooral voor de kust van de Verenigde Staten in de Golf van Mexico zijn hierom beschermde gebieden ingesteld, waar motorboten niet zijn toegestaan. Een verdere bedreiging is de verstoring van hun leefgebied door mensen; zeekoeien hebben om hun energiebehoefte te bevredigen behoefte aan een immense hoeveelheid waterplanten en ook aan een goede waterkwaliteit, die echter steeds meer afneemt. Vooral de rivieren in Zuid-Amerika en Afrika worden steeds troebeler en bevatten allerlei gifstoffen, zodat geschikte plantenrijke leefgebieden zeldzaam worden.

### Mythologie, kunst en literatuur

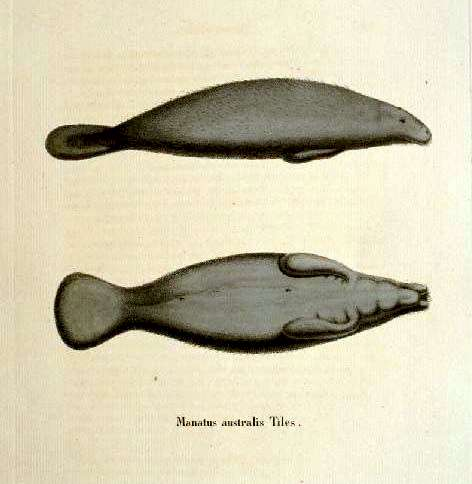
West-Afrikaanse lamantijn (tekening van J.A. Fleischmann).

Mensen zijn al lange tijd gefascineerd door zeekoeien, hoewel ze niet op mensen lijken. Zeekoeien werden en worden regelmatig in verband gebracht met zeemeerminnen of met de sirenen uit de Griekse mythologie, maar aangezien er geen zeekoeien in de Middellandse Zee en daarmee in de omgeving van de Grieken voorkomen, is een samenhang tussen sirenen en zeekoeien uitgesloten. Overigens zijn er reeds uit de tijd van de Babyloniërs beschrijvingen van vismensen bekend, waaronder de god Oannes en de godinnen Atargatis en Derketo, die ook bij de Grieken in de vorm van de Nereïden en Tritonen voorkomen.
In het Afrikaanse land Mali vertelt een verhaal over een jong meisje dat naakt in een rivier baadde. Toen een man naderde, sprong ze in het water en bedekte haar blootheid met een groot blad. Het meisje veranderde hierop in een zeekoe, en het blad in een staart. Zeekoeien werden door de inwoners van Mali gezien als monsters. Indianen in Zuid-Amerika zagen de zeekoe als de vervloekte dochter van een tapir. De dieren hadden hierdoor een status die vergelijkbaar was met een mens.
Christoffel Columbus, die in de Golf van Mexico op Caribische lamantijnen stootte en ze als zeemeerminnen beschreef, was de eerste die een verband legde tussen zeekoeien en de mythologische zeewezens. Men vermoedt dat deze associatie vooral terug te voeren is op de mammae van de vrouwtjes, die ongeveer op de plaats van menselijke vrouwenborsten geplaatst zijn, en op het gezicht, dat uit de verte menselijk lijkt doordat de ogen aan de voorkant van de kop zitten. Van een afstand kan men zeekoeien inderdaad voor badende mensen houden, maar het gezang van de sirenen past niet bij zeekoeien. Columbus vermeldde in 1493 in zijn logboek dat de sirenen van de Caraïbische Zee minder mooi waren dan bij Horatius.
Jules Verne gebruikte de beschrijving van de zeekoe als zeemeermin in zijn werk 20.000 mijlen onder zee, waarin de hoofdpersonen op een reusachtige vrouwelijke doejong stuiten en haar als zeemeermin identificeren. In de roman wordt de doejong geharpoeneerd, maar trekt de boot achter zich aan, valt hem aan en beschadigt hem. Ook in Het geheimzinnige eiland wordt de doejong als een agressief en gevaarlijk dier beschreven, dat een hond aanvalt, maar daarna zelf door kapitein Nemo wordt gedood.
In de roman Goena-goena (1889) van Paul Adriaan Daum worden de tranen van een stervende doejong gebruikt als krachtig middel voor zwarte magie. Aan de zuidkust van Java wordt een doejong met kalf gevangen in een net en op het strand gesleept. De hoofden worden ingeslagen en de stervenstranen worden met een schoteltje opgevangen.
Vooral de stellerzeekoe verschijnt vaak in boeken en verhalen, bijvoorbeeld bij Rudyard Kipling. Ook in de kunst is de uitroeiing van dit dier als motief gebruikt. In de 19e eeuw maakte Johann Andreas Fleischmann hierover een serie etsen.

## Taxonomie en indeling
Zeekoeien lijken uiterlijk op in zee levende roofdieren zoals de zeehonden, maar zijn hier niet direct aan verwant. Tot in de negentiende eeuw werden zeekoeien zelfs als een exotische vorm van de walrus beschouwd. In het verleden hebben biologen de walrus aan het geslacht van de lamantijnen toegekend, maar dit is achterhaald. De gelijkenis met zeeroofdieren berust geheel op convergente evolutie; door eenzelfde levenswijze krijgen niet-verwante groepen een gelijkende lichaamsvorm.
Zeekoeien behoren tot de superorde Afrotheria. Dit is een grote groep van plantenetende zoogdieren die in Afrika is ontstaan. De naam betekent vrij vertaald 'zoogdieren uit Afrika'. Naast olifanten zijn zeekoeien de enige groep waarvan de vertegenwoordigers zich buiten Afrika hebben weten te verspreiden.
Tot de Afrotheria behoren verschillende groepen van dieren die uiterlijk sterk kunnen verschillen. Deze orden zijn naast de zeekoeien de springspitsmuizen, de aardvarkens, de tenreks en goudmollen, de olifanten en de klipdassen.

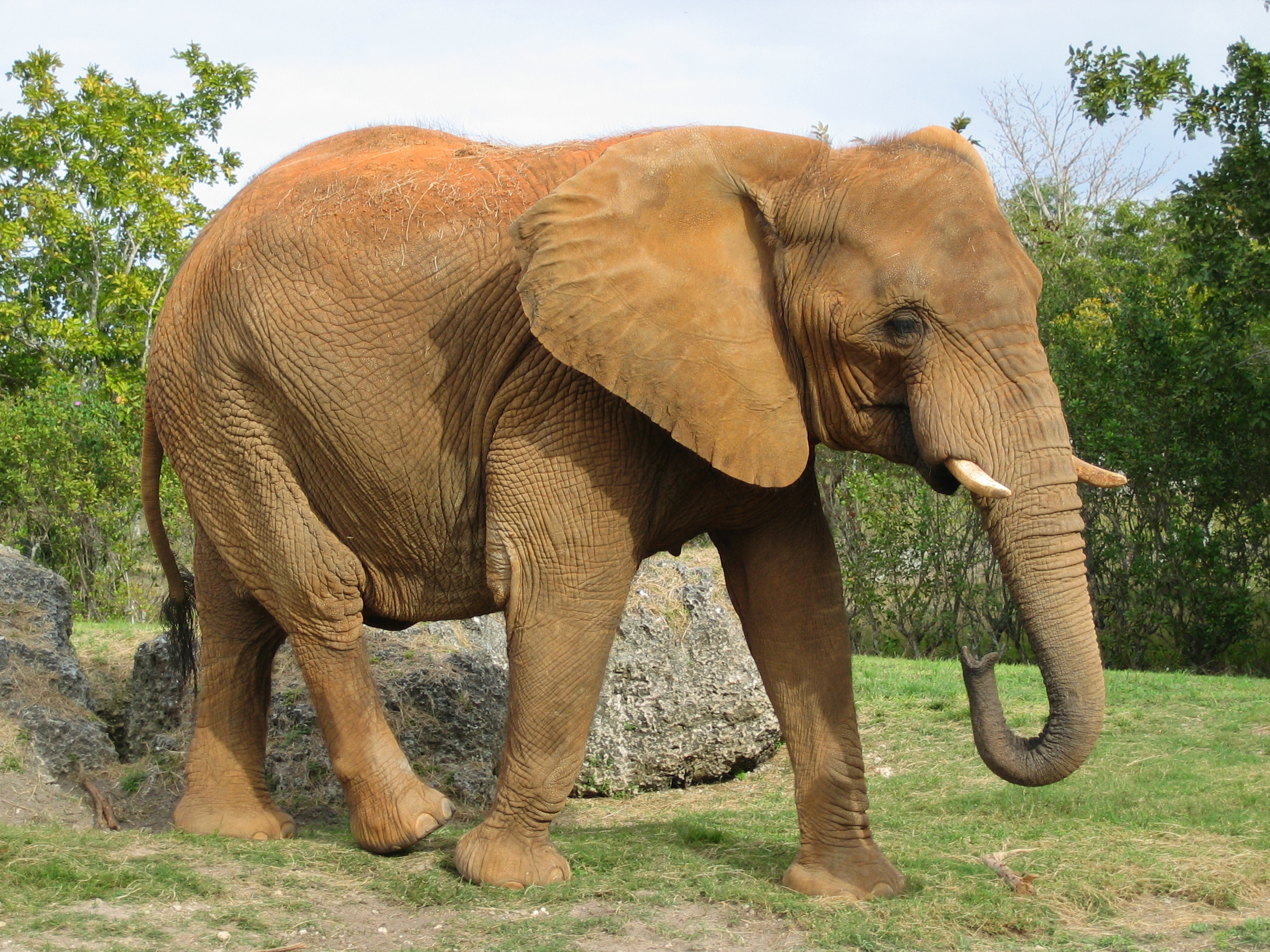
Ondanks de lichaamsbouw is de zeekoe veel nauwer verwant aan de savanneolifant dan aan de walrus.

Zeekoeien zijn het nauwst verwant aan de slurfdieren, die een groot aantal kenmerken met hen delen, waaronder het ontbreken van zweetklieren, wat suggereert dat hun gemeenschappelijke voorouder semiaquatisch was. Het taxon dat de zeekoeien, de slurfdieren en de fossiele Desmostylia omvat, wordt Tethytheria genoemd, omdat deze groep zich aan de randen van de Tethyszee heeft ontwikkeld. Onder de nog levende zoogdieren zijn de klipdassen naar alle waarschijnlijkheid de nauwste verwanten van de Tethytheria, maar ook de uitgestorven Embrithopoda zijn verwant.
In hun standaardwerk Classification of Mammals plaatsen Malcolm McKenna en Susan Bell alle genoemde groepen in één orde, Uranotheria, waarbinnen de Tethytheria een onderorde en de zeekoeien een infraorde vormen, maar deze indeling is in latere classificaties niet overgenomen. Voor McKenna en Bells Uranotheria wordt tegenwoordig meestal de oudere naam Paenungulata gebruikt, die oorspronkelijk voor een groter taxon was voorgesteld. Volgens genetisch onderzoek zijn de Paenungulata deel van de Afrotheria, een van de vier hoofdgroepen binnen de placentadieren. Op basis van morfologische gegevens werden ze in de hoefdieren (Ungulata) geplaatst.

### Indeling in groepen
Zeekoeien worden verdeeld in vier groepen, die families worden genoemd. Twee van deze families zijn al uitgestorven in het Eoceen; de Prorastomidae en de Protosirenidae. In onderstaande lijst worden alle bekende groepen zoals families, onderfamilies en geslachten weergegeven. Deze indeling is gebaseerd op de voorgestelde indeling door McKenna en Bell, 1997 en Self-Sullivan (ongedateerd), met aanvullingen van Bajpai et al. (2006). McKenna en Bell plaatsen ook de geslachten Florentinoameghinia, Lophiodolodus uit respectievelijk het Vroeg-Eoceen en het Vroeg-Oligoceen van Zuid-Amerika binnen de zeekoeien, maar die worden nu als Mammalia incertae sedis gezien.
- Orde: Sirenia (Zeekoeien)
  - Familie: incertae sedis Halitherium
    - 

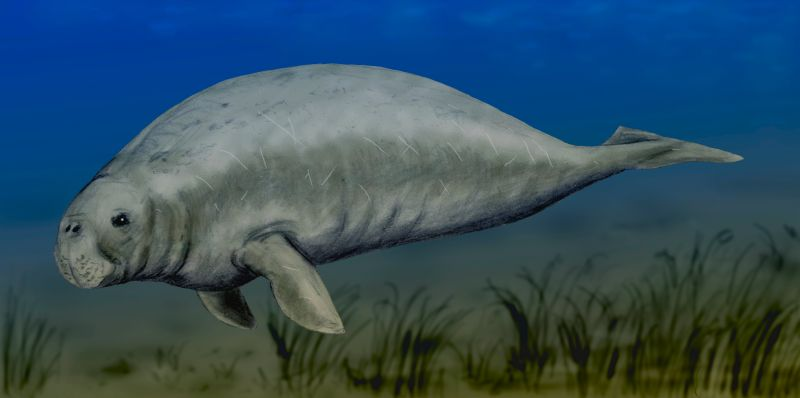
Halitherium

      - Geslacht: Anisosiren (Midden-Eoceen van Europa)
      - Geslacht: Prohalicore (Plioceen van Europa; behoort mogelijk tot de Dugongidae)
      - Geslacht: Sirenavus (Midden-Eoceen van Europa; behoort mogelijk tot de Prorastomidae)
      -  Geslacht: Sobrarbesiren (Eoceen van Europa)

  - Familie: Dugongidae (Vroeg-Eoceen tot heden)
    - Onderfamilie: incertae sedis
      -  Geslacht: Miodugong (Mioceen van Sri Lanka; mogelijk geen geldige soort)

    - Onderfamilie: Dugonginae (Laat-Oligoceen tot heden; omvat ook een onbeschreven geslacht uit het Laat-Plioceen van Florida, de laatste vertegenwoordiger van de Dugongidae in de Atlantische Oceaan)
      - Geslacht: Bharatisiren (Oligoceen tot Vroeg-Mioceen van India)
      - Geslacht: Corystosiren (Vroeg-Plioceen van Yucatán en Florida)
      - Geslacht: Crenatosiren (Laat-Oligoceen van de zuidoostelijke Verenigde Staten)
      - Geslacht: Culebratherium (Mioceen van Midden-Amerika
      - Geslacht: Dioplotherium (Laat-Oligoceen tot Midden-Mioceen van Noord- en Zuid-Amerika)
      - Geslacht: Dugong (Doejongs)
        -  Soort: Dugong dugon (Doejong) (Indische en westelijke Grote Oceaan; geen fossielen bekend)

      - Geslacht: Indosiren (Laat-Mioceen van Java)
      - Geslacht: Nanosiren (Mioceen tot Vroeg-Plioceen van het Caraïbisch gebied)
      - Geslacht: Rytiodus (Mioceen van Libië; Vroeg-Mioceen van Europa en mogelijk Brazilië)
      -  Geslacht: Xenosiren (Laat-Mioceen en/of Vroeg-Plioceen van Yucatán)

    - Onderfamilie Halitheriinae (Midden-Eoceen tot Vroeg- of misschien Laat-Plioceen)
      - Geslacht: Caribosiren (Laat-Oligoceen van Puerto Rico)
      - Geslacht: Eosiren (Eoceen van Europa, Egypte en India)
      - Geslacht: Eotheroides (Eoceen van Europa; Midden-Eoceen tot Vroeg-Oligoceen van Egypte; Eoceen van India)
      - Geslacht: Halitherium (Oligoceen van Madagaskar, Vroeg-Oligoceen tot Vroeg-Mioceen van Europa, Laat- en mogelijk Vroeg- Oligoceen van Noord-Amerika, Laat-Oligoceen tot Vroeg-Mioceen van Azië)
      - Geslacht: Metaxytherium (Vroeg-Mioceen tot Laat-Mioceen of Vroeg-Plioceen van Noord-Amerika; Vroeg-Mioceen tot Vroeg- en mogelijk Laat-Plioceen van Europa; Midden-, Laat- en mogelijk Vroeg-Mioceen van Noord-Amerika; Vroeg-Mioceen van Puerto Rico; Midden-Mioceen van Cuba; Vroeg-Plioceen van Zuid-Amerika en Nieuw-Zeeland)
      - Geslacht: Paralitherium (Laat-Eoceen van Europa)
      - Geslacht: Prototherium (Midden- tot Laat-Eoceen van Italië en Spanje)
      -  Geslacht: Thalattosiren (Midden-Mioceen van Europa; mogelijk een jong exemplaar van Metaxytherium) Skelet van Metaxytherium.

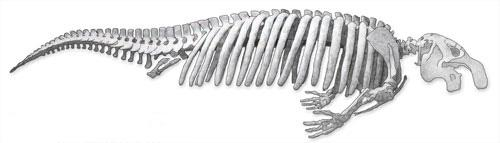
Skelet van Metaxytherium.

    - Onderfamilie Hydrodamalinae (Vroeg-Mioceen tot 1768)
      - Geslacht: Dusisiren (Vroeg- tot Laat-Mioceen van westelijk Noord-Amerika en Japan)
      -  Geslacht: Hydrodamalis (Stellerszeekoeien) (Laat-Mioceen tot Laat-Pleistoceen van westelijk Noord-Amerika; mogelijk Vroeg-Plioceen, Laat-Plioceen en mogelijk Midden-Pleistoceen van Japan; Laat-Pleistoceen tot 1768 in de Beringzee)
        -  Soort: Hydrodamalis gigas (Stellerszeekoe) (rond de Komandorski-eilanden in de Beringzee; in 1768 uitgeroeid)

  - Familie: Prorastomidae (Vroeg- tot Midden-Eoceen van Jamaica; omvat ook een onbeschreven geslacht uit het Vroeg- of Midden-Eoceen)
    - 
      - Geslacht: Pezosiren (Vroeg-Eoceen van Jamaica)
      -  Geslacht: Prorastomus (Vroeg- tot Midden-Eoceen van Jamaica)

  - Familie: Protosirenidae (wijdverspreid in het Midden-Eoceen; omvat ook een onbeschreven geslacht uit het Midden-Eoceen van Florida en North Carolina en mogelijk een tweede uit het Laat-Eoceen van Florida)
    - 
      -  Geslacht: Protosiren (Midden-Eoceen van Egypte, Europa, Zuid-Azië en oostelijk Noord-Amerika)

  -  Familie: Trichechidae (Laat-Oligoceen tot heden)
    - Onderfamilie: Miosireninae (Laat-Oligoceen tot Mioceen; ook wel tot de Dugongidae gerekend)
      - Geslacht: Anomotherium (Laat-Oligoceen van Europa)
      -  Geslacht: Miosiren (Mioceen van Europa)

    -  Onderfamilie: Trichechinae (Vroeg-Mioceen tot heden)
      - Geslacht: Potamosiren (Midden-Mioceen van Colombia; de eerste oncontroversiële Trichechidae)
      - Geslacht: Ribodon (Laat-Mioceen van Argentinië en Vroeg-Plioceen van North Carolina)
      - Geslacht: Sirenotherium (Vroeg-Mioceen van Brazilië; ook wel tot de Dugongidae gerekend)
      -  Geslacht: Trichechus (Lamantijnen) (Plioceen tot heden in de Atlantische Oceaan)
        - Soort: Trichechus inunguis (Amazonelamantijn) (Amazonebekken)
        - Soort: Trichechus manatus (Caribische lamantijn) (Vroeg-Pleistoceen van Florida; levend in en rond de Caraïbische Zee)
          - Ondersoort: Trichechus manatus latirostris
          -  Ondersoort: Trichechus manatus manatus

        -  Soort: Trichechus senegalensis (West-Afrikaanse lamantijn) (West-Afrika)

### Soorten
In onderstaande tabel worden de verspreidingsgebieden en de belangrijkste kenmerken van de vier nog levende soorten kort samengevat. Voor de volledigheid is de relatief recent (1768) uitgestorven stellerzeekoe ook opgenomen.
| Overzicht van de moderne soorten zeekoeien | Overzicht van de moderne soorten zeekoeien                     | Overzicht van de moderne soorten zeekoeien                                                               | Overzicht van de moderne soorten zeekoeien                                                                        | Overzicht van de moderne soorten zeekoeien |
| ------------------------------------------ | -------------------------------------------------------------- | --- | --- | ------------------------------------------ |
| Afbeelding                                 | Naam                                                           | Verspreidingsgebied                                                                                      | Kenmerken | Beschermingsstatus                         |
|                                            | Doejong (Dugong dugon) Müller, 1776                            | Westelijk Afrika, Rode Zee, Perzische Golf, zuidelijk India, grote delen van zuidelijk en westelijk Azië | Lengte tot 3,3 meter, gewicht 400 tot 900 kilo. Huid schaars bedekt met korte haren. Geen nagels.                 |                                            |
|                                            | Amazonelamantijn (Trichechus inunguis) Natterer, 1883          | Groot deel van het Amazonegebied                                                                         | Lengte tot 3 meter, gewicht tot 450 kilo. Witte tot roze buik en borst. Geen nagels.                              |                                            |
|                                            | Caribische lamantijn (Trichechus manatus) Linnaeus, 1758       | Oostkust van de Verenigde Staten tot zuidelijk langs de oostkust van Midden-Brazilië                     | Lengte tot 3,9 meter, gewicht tot bijna 1600 kilo. Huid haarloos of soms met witte haartjes. Drie of vier nagels. |                                            |
|                                            | West-Afrikaanse lamantijn (Trichechus senegalensis) Link, 1795 | Middendeel van de westelijke kust van Afrika                                                             | Lengte 3 tot 4 meter, gewicht tot 750 kilo. Huid met veel zachte witte haartjes. Drie of vier nagels.             |                                            |
|                                            | Stellerzeekoe (Hydrodamalis gigas) Zimmermann, 1780            | Komandorski-eilanden                                                                                     | Lengte tot acht meter, gewicht tot meer dan zes ton. Huid van de rug schaars bedekt met haar. Geen nagels.        |                                            |